# الجربة (صعدة)
الجربه هي إحدى قرى الجمهورية اليمنية. وهي تتبع جغرافيًا لمحافظة صعدة. وإداريًا لمديرية كتاف والبقع. يبلغ تعداد سكانها 1105 نسمة حسب الإحصاء الذي جرى عام 2004.